# Wieselburg-Land
Wieselburg-Land is een gemeente in de Oostenrijkse deelstaat Neder-Oostenrijk, gelegen in het district Scheibbs (SB). De gemeente heeft ongeveer 3000 inwoners.

## Geografie
Wieselburg-Land heeft een oppervlakte van 33,94 km². Het ligt in het centrum van het land, ten westen van de hoofdstad Wenen en ten zuidwesten van de deelstaathoofdstad Sankt Pölten.
Gaming · Göstling an der Ybbs · Gresten · Gresten-Land · Lunz am See · Oberndorf an der Melk · Puchenstuben · Purgstall an der Erlauf · Randegg · Reinsberg · Scheibbs · Sankt Anton an der Jeßnitz · Sankt Georgen an der Leys · Steinakirchen am Forst · Wang · Wieselburg · Wieselburg-Land · Wolfpassing
- Gemeinsame Normdatei: 4799148-3
- Virtual International Authority File: 236138743
- WorldCat: E39PBJwdfQdpxmGxJkhDwwcF8C